# Zawady (powiat rawicki)
Zawady – wieś w Polsce położona w województwie wielkopolskim, w powiecie rawickim, w gminie Rawicz.
W latach 1975–1998 miejscowość należała administracyjnie do województwa leszczyńskiego.

## Etnografia
Wieś zamieszkuje grupa etnograficzna Hazaków (Leśniaków, Lasaków).

## Historia
Stanisław Choiński rozwijał osadnictwo na terenie swego majątku Stwolno karczując Czarny Las i osadzając tam osadników polskich z Śląska, na prawach zagrodników i komorników, darząc ich dla zachęty wolnizną. Na gruntach Stwolna ulokował wieś Zawady. Miejscowość ta po raz pierwszy wymieniona została w 1610 roku w dokumencie parafii golejewskiej. Wieś Zawady wymieniono też w innym dokumencie pod datą 1683 roku.
W okresie Wielkiego Księstwa Poznańskiego (1815-1848) miejscowość wzmiankowana jako Zawady należała do wsi większych w ówczesnym pruskim powiecie Kröben (krobskim) w rejencji poznańskiej. Zawady należały do okręgu sarnowskiego tego powiatu i stanowiły część majątku Stare Chojno, którego właścicielami byli wówczas (1846) Pomorscy. Według spisu urzędowego z 1837 roku Zawady liczyły 147 mieszkańców, którzy zamieszkiwali 22 dymy (domostwa).
W czasie powstania wielkopolskiego Zawady opanowane były przez stronę polską. W czasie szerszej ofensywy niemieckiej na pozycję powstańców mającej miejsce 10 lutego 1919 roku wieś została ostrzelana z artylerii, szczęśliwie powodując zniszczenie  tylko  jednego gospodarstwa. Wielkopolskim Krzyżem Powstańczym uhonorowanych zostało 6 mieszkańców Zawady.

## Układ przestrzenny
Miejscowość zachowała charakterystyczny ulicówkowy układ gęstej zabudowy wzdłuż głównej drogi.

## Komunikacja
Przez wieś przebiega droga powiatowa 5487P.

## Demografia
Stan ludności na dzień 30.06.2014.
| Opis      | Ogółem | Ogółem | Kobiety | Kobiety | Mężczyźni | Mężczyźni |
| --------- | ------ | ------ | ------- | ------- | --------- | --------- |
| Jednostka | osób   | %      | osób    | %       | osób      | %         |
| Zawady    | 227    | 100    | 109     | 48,02   | 118       | 51,98     |